# ISO 3166-2:GA

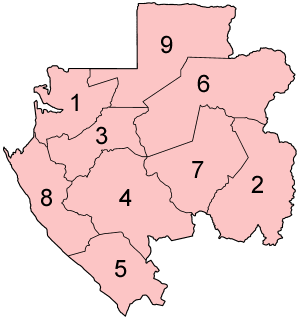
Mapa de las provincias de Gabón, numeradas en orden alfabético francés (idioma nativo), compatible con inglés e ISO. Estuaire Haut-Ogooué Moyen-Ogooué Ngounié Nyanga Ogooué-Ivindo Ogooué-Lolo Ogooué-Maritime Woleu-Ntem

ISO 3166-2:GA es la entrada para Gabón en ISO 3166-2, parte de los códigos de normalización ISO 3166 publicados por la Organización Internacional de Normalización (ISO), que define los códigos para los nombres de las principales subdivisiones (p.ej., provincias o estados) de todos los países codificados en ISO 3166-1.
En la actualidad, para Gabón los códigos ISO 3166-2 se definen para 9 provincias.
Cada código consta de dos partes, separadas por un guion. La primera parte es GA, el código ISO 3166-1 alfa-2 para Gabón. La segunda parte tiene  una cifra (1–9).

## Códigos actuales
Los nombres de las subdivisiones se ordenan según el estándar ISO 3166-2 publicado por la Agencia de Mantenimiento ISO 3166 (ISO 3166/MA).
Pulsa sobre el botón en la cabecera para ordenar cada columna.
| Código | Nombre de la subdivisión (fr) |
| ------ | ----------------------------- |
| GA-1   | Estuaire                      |
| GA-2   | Haut-Ogooué                   |
| GA-3   | Moyen-Ogooué                  |
| GA-4   | Ngounié                       |
| GA-5   | Nyanga                        |
| GA-6   | Ogooué-Ivindo                 |
| GA-7   | Ogooué-Lolo                   |
| GA-8   | Ogooué-Maritime               |
| GA-9   | Woleu-Ntem                    |